# Liste der Naturdenkmäler in Salurn
Die Liste der Naturdenkmäler in Salurn (italienisch Salorno) enthält die sieben als Naturdenkmal ausgewiesene Objekte auf dem Gebiet der Gemeinde Salurn in Südtirol.
Basis ist das im Internet einsehbare offizielle Verzeichnis der Naturdenkmäler in Südtirol (Stand: 23. Januar 2015). Dabei kann es sich um botanische, geologische oder hydrologische Naturdenkmäler handeln. Die Reihenfolge in dieser Liste orientiert sich an der ID, alternativ ist sie auch nach dem Namen sortierbar.

## Liste
| Foto |                 | Name                                                         | Standort                     | Beschreibung                              |
| ---- | --------------- | ------------------------------------------------------------ | ---------------------------- | ----------------------------------------- |
| BW   | Datei hochladen | Mammutbaum beim Laitachhof ID: 077_G01                       | 46° 15′ 28″ N, 11° 15′ 43″ O | Botanisches Naturdenkmal: Mammutbaum      |
| ja   | Datei hochladen | Linde bei der Kirche Maria Heimsuchung in Gfrill ID: 077_G02 | 46° 16′ 36″ N, 11° 16′ 56″ O | Botanisches Naturdenkmal: Linde           |
| BW   | Datei hochladen | Esche in Gfrill ID: 077_G03                                  | 46° 16′ 17″ N, 11° 17′ 1″ O  | Botanisches Naturdenkmal: Esche           |
| ja   | Datei hochladen | Wasserfall des Titschenbaches ID: 077_G04                    | 46° 14′ 14″ N, 11° 12′ 52″ O | Hydrologisches Naturdenkmal: Wasserfall   |
| BW   | Datei hochladen | Trockenrasen Doss dela Klom ID: 077_G05                      | 46° 14′ 50″ N, 11° 14′ 11″ O | Botanisches Naturdenkmal:                 |
| BW   | Datei hochladen | Trockenrasen Raut ID: 077_G06                                | 46° 14′ 12″ N, 11° 13′ 9″ O  | Botanisches Naturdenkmal:                 |
| BW   | Datei hochladen | Feuchtfläche Punkli ID: 077_G07                              | 46° 15′ 14″ N, 11° 11′ 58″ O | Hydrologisches Naturdenkmal: Feuchtgebiet |

| Foto: | Fotografie des Naturdenkmals. Klicken des Fotos erzeugt eine vergrößerte Ansicht. Daneben finden sich zwei Symbole: |
| ID    | Identifikator bei der Abteilung Natur, Landschaft und Raumentwicklung der Südtiroler Landesverwaltung               |